# Strada nazionale 20 della Val Sugana
La strada nazionale 20 della Val Sugana era una strada nazionale del Regno d'Italia, che congiungeva Padova a Trento.
Venne istituita nel 1923 con il percorso "Padova - Bassano - Primolano - Levico - Trento - con diramazione da Primolano alla n. 19".
Nel 1928, in seguito all'istituzione dell'Azienda Autonoma Statale della Strada (AASS) e alla contemporanea ridefinizione della rete stradale nazionale, il suo tracciato costituì per intero la nuova strada statale 47 della Valsugana e la diramazione quello della strada statale 50 bis del Grappa e del Passo Rolle.